# Komödianten
Komödianten är en tysk dramafilm från 1941 i regi av Georg Wilhelm Pabst. Filmen utspelas på 1700-talet och handlar om hur den tyska nationella teatern föddes. Den följer teaterledaren Friederike Caroline Neubers kamp för att få tysk teater att uppfattas som en seriös konstform.

## Rollista
- Käthe Dorsch - Karoline Neuber
- Hilde Krahl - Philine Schröder
- Henny Porten - Amalia
- Gustav Diessl - Ernst Biron
- Richard Häussler - Armin von Perckhammer
- Friedrich Domin - Johann Neuber
- Walter Janssen - Koch
- Hans Stiebner - Schröder